# Die letzte Liebesnacht der Inge Tolmein
Die letzte Liebesnacht der Inge Tolmein ist ein deutsches Filmdrama von 1918. 

## Handlung
Adon von Tolmein will unbedingt die Braut seines Bruders Tibor ehelichen. Dazu betrügt er ihn und das Objekt seiner Begierde, Inge von Arnstein. Erst nach der Hochzeit mit Tibor bemerkt sie diesen Betrug und tötet daraufhin ihren Mann und anschließend sich selber.

## Hintergrund
Produktionsfirma war die Eichberg-Film GmbH (Central-Film-Vertriebs GmbH) Berlin (Nr. 19), für die Bauten war Willi A. Herrmann zuständig. Die Malerei und Zeichnungen fertigte Piché. Die Illustrationsmusik stellte Kapellmeister Isaak „Schura“ Polischuk zusammen. Der Film hat vier Akte auf 1530 Metern der Filmrolle, Dauer ca. 84 Minuten. Die Polizei Berlin belegte ihn am 27. Dezember 1918 unter der Nr. 42702 mit einem Jugendverbot.